# Джаму и Кашмир
Вижте пояснителната страница за други значения на Джаму и Кашмир.
Джаму и Кашмир (на догри: जम्मू और कश्मीर; на урду: جموں اور کشمیر; на английски: Jammu and Kashmir) е бивш щат в Северна Индия. Разположен главно в Хималаите, Джаму и Кашмир граничи с Пенджаб и Химачал Прадеш на юг, пакистанския Азад Кашмир на север и запад и Китай (Тибет) на изток. Пакистанците наричат щата „окупиран от Индия Кашмир“.
Щатът се е състоял от три части: Джаму, Кашмирската долина и Ладакх. Шринагар е лятната столица, а Джаму – зимната. Кашмирската долина е известна като раят на Земята, Джаму привлича много индуистки и мюсюлмански поклонници, а Ладакх е известен с будистката си култура и красивата планинска пустош.
На 5 август 2019 г. правителството на Индия решава да премахне член 370 от Конституцията на Индия, който дава специален статут на северния щат Джаму и Кашмир, и внася законопроект за разделянето му на две съюзни територии – Джаму и Кашмир и Ладакх. Това решение е предшествано от значително увеличаване на военните сили в щата, полицейски час, спиране на интернет и мобилните телефонни услуги в целия щат и арести на местни политически лидери.

## История
Кашмир е древен център на санскритските книжовници. Според Махабхарата през древността Кашмир е управляван от камбоджите, а след това – от панчалите. По-късно Кашмир става част от Маурийската империя и от Кушката империя. В началото на 8 век Кашмир е център на империята на Лалитадитя Муктапида, обхващаща Северна Индия и част от Централна Азия. През 12 век е нападнат от мюсюлманска тюркска армия, но е напълно окупиран от тюркския хан Зулкадур през 1322 г. През 1394 г. Кашмир е окупиран от тюрка Сикандар, който насилствено помюсюлманчва населението. След смъртта на последния индуистки владетел на Кашмир Удаян Дев през 1338 г. Кашмир е напълно подчинен от тюрките. През 1586 г. могулският император Акбар Велики завладява Кашмир от тюрките и назначава за негов управител Рамачандра I, който основава град Джаму (по името на богинята Джамуа Мата). Между 1780 и 1846 г. Кашмир е владян от сикхите. Между 1846 и 1947 г. княжеството е в сферата на Британската империя. Рамачандра I е прадядо на последния махараджа на Кашмир, Хари Сингх, чието княжество е нападнато от Пакистан на 20 октомври 1947 г. след независимостта на Индия и разделението между Индия и Пакистан. Пакистан нахлува в княжество Кашмир, чийто махараджа, след кратка съпротива, се обръща към Индия за помощ и я получава при условие, че ще се присъедини към Индия, право, което му е дадено според споразумението за разделянето на Индия и Пакистан. Индийците обаче не изгонват пакистанците от вече окупираната територия, а им попречват да завземат цялото княжество и се обръщат към ООН. ООН препоръчва референдум, който обаче не се състои. Индия и Пакистан водят войни за Кашмир през 1965, 1971 и 1999 г. Индийският щат Джаму и Кашмир е 60% от територията на бившето княжество, Пакистан държи 20%, а Китай окупира през 1962 г. останалите 10%, североизточен Ладакх. Мнозинството от населението на Джаму и Кашмир е мюсюлманско, а пътят за излаз от Кашмирската долина е преграден от разделителната линия между Пакистан и Индия. След 1990 г. Джаму и Кашмир е арена на сблъсъци между мюсюлмански партизани, подкрепяни от Пакистан, и индийската армия, която поддържа голям гарнизон в щата. Конфликтът води до хиляди жертви и се отразява тежко на жизненоважния туристически отрасъл.

## География
В Джаму и Кашмир има няколко долини, като Кашмирската и долините Тави, Ченаб, Пуунч, Синд и Лидер. Основната Кашмирска долина е дълга 100 km и с площ 15 520 km². Хималаите разделят Кашмирската долина от Ладакх, а веригата Пир Панджал я отделя от равнините на Индия. Средната надморска височина на гъстонаселената долина е 1850 m, но средната височина на заобикалящите я планини е 5000 m. Река Джелум тече през Кашмирската долина. Други минаващи през щата реки са Инд, Тави, Рави и Ченаб. В Джаму и Кашмир има няколко ледника. Ледникът Сиачен е най-дългият хималайски ледник, с дължина 70 km и средна надморска височина от 5753 m.
Климатът на Джаму и Кашмир варира значително. На юг, около Джаму, климатът е мусонен. Между януари и март средният месечен валеж е между 40 и 50 mm, а през юли и август може да достигне рекордните 650 mm. През септември валежите намаляват, а през октомври е топло и сухо.
Температурите в Джаму достигат 40 °C, а през октомври дневната температура е към 29 °C. Кашмирската долина е извън обсега на мусонните дъждове, но заради близостта на Арабско море Шринагар получава между 635 mm годишно. Климатът на Ладакх е изключително сух и студен. Годишният валеж е 100 mm. Средната януарска температура е -20 °C, а понякога достига -40 °C. През лятото температурата се покачва до 20 °C, но нощите са студени.

## Политика
Като всички индийски щати, Джаму и Кашмир има многопартийна демократична система. Основните партии са Националната конференция на Джаму и Кашмир, Индийския национален конгрес и Народната демократична партия на Джаму и Кашмир. Лидерът на ИНК Гхулам Наби Азад е главен министър на Джаму и Кашмир от 2005 г.
Конституцията на Индия дава на Джаму и Кашмир специален временен автономен статут, но някои кашмирски мюсюлмани искат по-голяма автономия, присъединяване към Пакистан или дори независимост, а немюсюлманското население иска да се интегрира напълно в Индия.
Джаму и Кашмир е единственият индийски щат със собствено знаме, проектирано от индийското правителство и изобразяващо местно рало на червен фон с три ленти. Ралото символизира трудолюбието, а трите ленти – трите района на Кашмир.

## Икономика
Икономиката на Джаму и Кашмир разчита най-вече на земеделие, животновъдство и туризъм. Кашмирската долина е известна с копринарство, рибарници, ябълки, круши, ядки. Кашмирската върба се използва за направата на бухалки за крикет. Кашмирският шафран е известен и се изнася. Промишлеността и отрасълът на услугите са малки, но са в процес на растеж. Планинският пейзаж и недостигът на електричество представляват пречки за развитието на промишлеността. Индийското правителство е започнало работа по кашмирската железница в опит да подобри инфраструктурата на щата. Банката на Джаму и Кашмир, която е в списъка на S&P CNX 500, има доход от 18 394 000 рупии през 2005 г. Конфликта в Кашмир след 1989 г. се отразява тежко на туристическия отрасъл, най-вече в Кашмирската долина. Свещените места в Джаму и Ладакх продължават да привличат много поклонници. Гулмарг в Кашмирската долина е сред най-популярните ски курорти в Индия, а също и домът на най-високото зелено игрище за голф в света. Брутният вътрешен продукт на Джаму и Кашмир за 2006 г. е 539 850 000 рупии, а през 2000 г. – 147 500 000.

## Демография
Джаму и Кашмир е единственият щат в Индия с мнозинство на мюсюлманското население. 95% от жителите на Кашмирската долина са мюсюлмани, а 4% индуисти. В Джаму индуистите са 67%, мюсюлманите 27%, а сикхите 5%. В Ладакх будистите са 51%, а останалите са мюсюлмани. Ладакхците са от индо-тибетски произход, жителите на Джаму имат корени в съседните щати Харяна, Пенджаб, както и в Делхи. В целия щат мюсюлманите са 65%, индуистите са около 30%, будистите 3%, а сикхите 2%.
Основните езици в Кашмир са кашмирски, урду, ладакхски, пенджабски. Кашмирският е официален език, а за много хора хинди или английски е втори език.

## Култура
Традиционните дървени лодки шикари и къщите-лодки се срещат често в езерата и реките на Кашмир. Те стават популярни сред заселниците, тъй като индийската конституция забранява на заселници от други щати да купуват земя в Джаму и Кашмир. Традиционният зелен чай с подправки и бадеми, кава, се пие по цял ден през кашмирската зима. Повечето сгради в Кашмир са дървени и са повлияни от индийската, тибетската и ислямската архитектура.
Ладакх е известен с индо-тибетската си култура. Пеенето на санскрит и на тибетски е неделима част от будисткия начин на живот в Ладакх. Годишни фестивали с маски, стрелба с лък и тъкането са важна част от традиционния начин на живот.

## Образование
През 1970 г. правителството на Джаму и Кашмир основава собствен образователен съвет и университет. Изпити от образователния съвет се полагат в 8, 10 и 12 клас. Главните висши учебни заведения в Джаму и Кашмир са Националният технологичен институт в Шринагар, Правителственият колеж по инженерство и технологии, университетът на Джаму, Университетът на Кашмир, Университетът Шер-е-Кашмир, Университетът Шри Мата Вайшно Деви, Ислямският технологичен и научен университет и Университетът Баба Гхулам Шах Бадхшах.

## Статистика
- Създаден: 26 октомври 1947 г.
- Столица: Шринагар (лятна), Джаму (зимна)
- Територия: 222 236 km²
- Население: 10 069 917 (на 18 място), гъстота: 45,31 д/km²
- Най-голям град: Джаму
- Законодателно събрание (места): двукамерно (89+36)
- Кашмир е разделен на три области: Кашмирска долина, Джаму и Ладакх и на 14 окръга: Анантнаг, Барамула, Будгам, Дода, Джаму, Каргил, Катхуа, Купвара, Лех, Пуунч, Пулвама, Раджури, Шринагар и Удхампур.